# Yungas

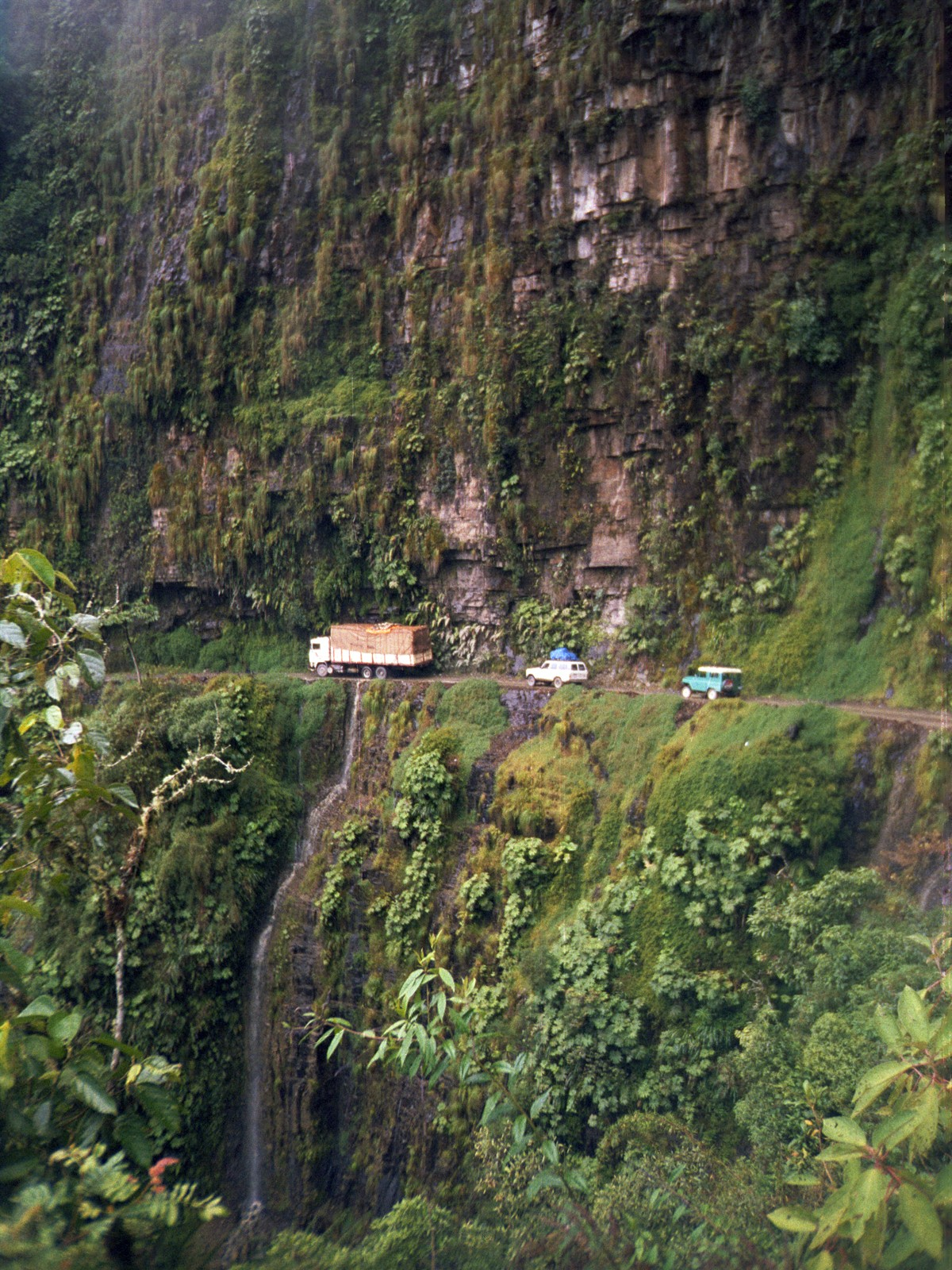
Yungas-Straße zwischen La Paz und Coroico

Die bolivianischen Yungas sind eine Region aus zwei langgestreckten Tälern, die parallel zum Ostrand der Cordillera Real verlaufen und den Übergang zwischen dem Hochland der Anden (über 4000 m ü. d. M.) und dem tropischen Tiefland mit dem Amazonas-Regenwald (ca. 500 m) bilden. Die Region liegt im Departamento La Paz und ist politisch in die Provinzen Nor Yungas (Nord-Yungas) und Sud Yungas (Süd-Yungas) gegliedert.
Im weiteren Sinne werden auch die südlich und nördlich angrenzenden Gebiete derselben Höhenstufe Yungas genannt, siehe auch Yunga.
In den Höhenlagen zwischen 1200 m und 1800 m gedeihen auf Grund des milden Klimas Kaffee, Obst, Zitrusfrüchte und auf weiten Flächen auch Cocasträucher. Die landwirtschaftlichen Erzeugnisse der Yungas sind wichtig für die Versorgung von La Paz.
Die Yungas werden fast das gesamte Jahr über durch die Passatwinde mit Feuchtigkeit aus dem Tiefland versorgt. Die Winter (Juli) sind dabei stets trockener als die Sommer (Januar). Dabei nimmt die Niederschlagsmenge mit der Höhe zu und ab etwa 3000 m besteht oft dauerhaft Nebel.
Die größte Ortschaft in den Yungas ist Coroico mit rund 4000 Einwohnern auf 1.750 m Höhe. Sie ist der Verwaltungssitz der Provinz Nor Yungas.
Auf der Fahrt von La Paz auf der Yungas-Straße über den La Cumbre-Pass (4.650 m) nach Coroico werden auf einer Strecke von rund 63 Kilometern ca. 3.500 m Höhenunterschied überwunden und vom Schnee und Eis auf Höhe des Passes bis zum tropischen Regenwald im Tal fast alle Klima- und Ökozonen Südamerikas durchquert. Die alte Verbindung zwischen La Paz und Coroico heißt Todesstraße (spanisch: carretera de la muerte), vor allem wegen des enormen Höhenunterschiedes zwischen Tal und Berg und insbesondere wegen der vielen Verkehrstoten, die jährlich auf dieser Straße verunglückten. Die alte Strecke wird in vielen Reiseführern als tödlichste Straße der Welt bezeichnet und zieht deshalb Touristen an; unter anderem gibt es auf ihr geführte Mountainbiketouren. Mittlerweile ist eine gut ausgebaute Straße in einer neuen Trasse fertiggestellt.
Im Nationalpark Cotapata werden die verschiedenen ökologischen Höhenstufen geschützt. Besonders erwähnenswert ist dabei der Bergnebelwald. Der Park kann über einen Inka-Pfad von La Paz aus über das Dörfchen Choro in drei bis vier Tagen erwandert oder von Coroico über eine Straße erreicht werden.
Anders als in der Unruheregion Chapare dient der Kokaanbau in den Yungas nicht der illegalen Drogenproduktion, sondern überwiegend der traditionellen (und in Bolivien legalen) Versorgung lokaler Märkte mit unbehandelten Kokablättern als traditionelle Medizin, zum Kauen oder zur Zubereitung von Mate-Tee. Trotz strikter Überwachung des Kokaanbaus durch die staatlichen Stellen zur Verhinderung illegaler Drogenproduktion gibt es keine vergleichbaren politischen Spannungen oder Unruhen wie in Chapare.
Die Yungas sind der Lebensraum von Massoias Dickschwanzbeutelratte (Lutreolina massoia).

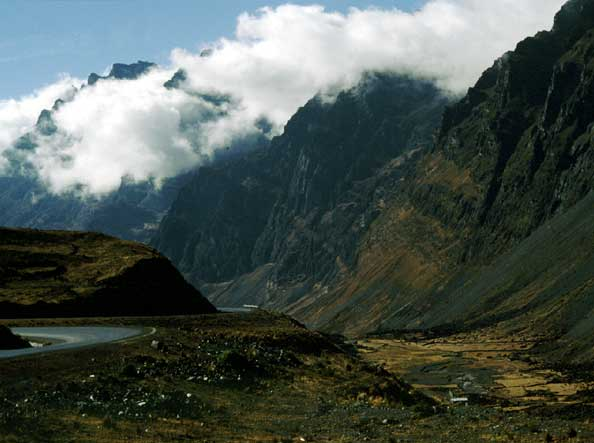
Straße in die Yungas (4000 m)
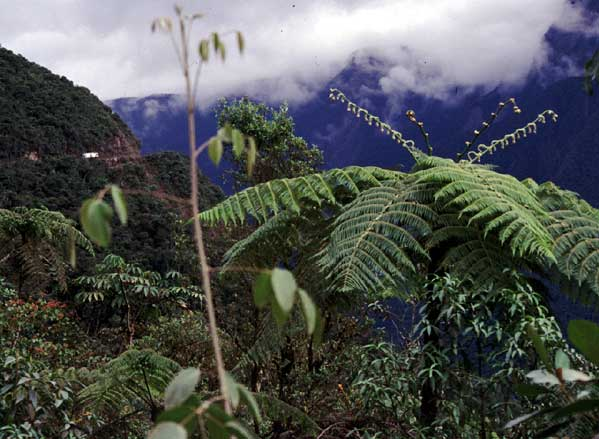
Tropischer Bergwald (2500 m)
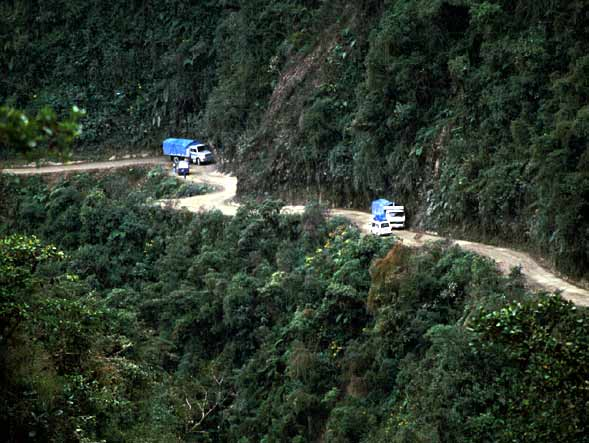
Straße durch die Yungas
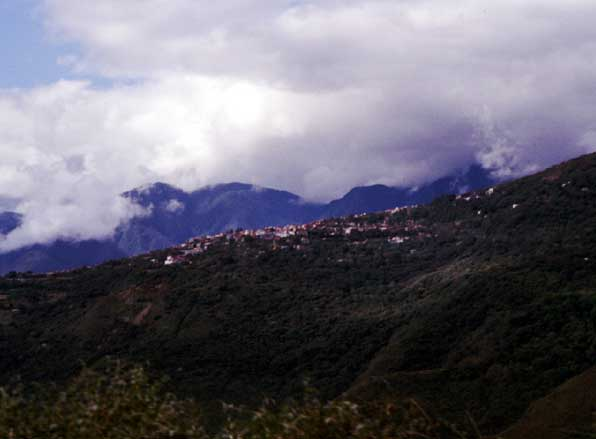
Coroico
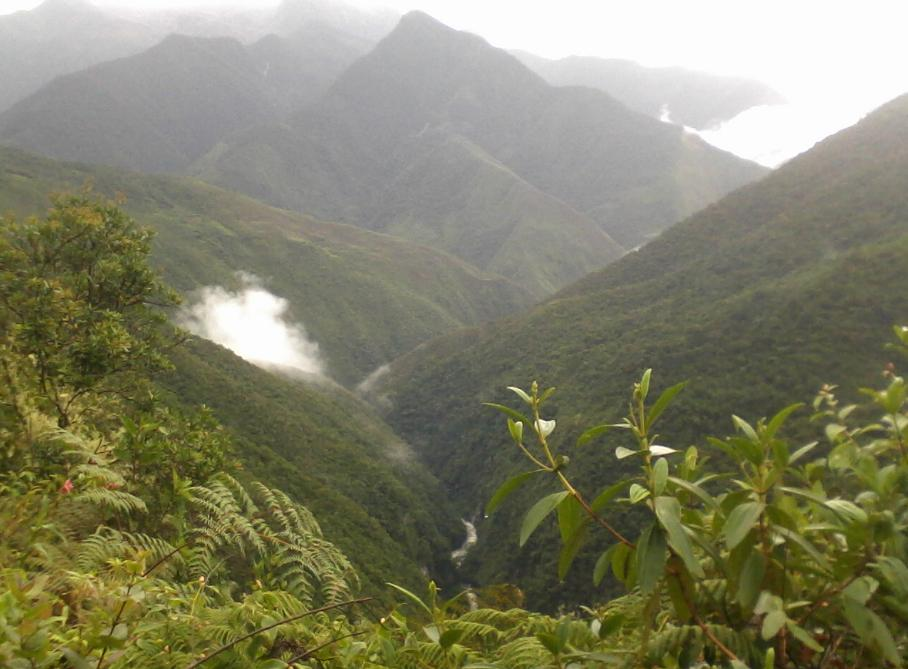
„El Choro“, Ausblick vom Inka-Pfad über die Yungas